# Put (Bibel)
Dieser Artikel wurde in der Qualitätssicherung Religion eingetragen. Hilf mit, die inhaltlichen Mängel dieses Artikels zu beseitigen, und beteilige dich an der Diskussion.
Put (hebräisch פוט pûṭ; Septuaginta-Griechisch Φουδ Foud) ist laut der Völkertafel in Gen 10,6  der dritte Sohn Hams und Enkel Noachs. Seine Brüder sind Kusch, Ägypten und Kanaan. Der Name „Put“ wird in der Bibel erwähnt und kann sowohl auf den Namen einer Person als auch auf den Namen eines Volkes hinweisen.

## Put als Libyen
Laut dem römisch-jüdischen Geschichtsschreiber Flavius Josephus ist unter „Put“ Libyen zu verstehen.

„Nach Libyen führte Phutes Kolonisten und nannte sie nach seinem Namen Phuter. Auch gibt es im Maurenlande einen Fluss dieses Namens, den samt dem benachbarten Lande Phute auch viele griechische Geschichtschreiber erwähnen. Seinen jetzigen Namen hat Libyen von Libys, einem der Söhne des Mestraïm; später werde ich die Ursache angeben, weshalb es auch Afrika heißt.“

Ein libyscher Volksstamm namens pidw erscheint in ägyptischen Berichten der 22. Dynastie und ein ptolemäischer Text von Edfu bezieht sich auf t3 n n3 pit.w – „Das Land von Pitu“. Das Wort „Pitu“ wurde in Demotisch zu pit, dann in Koptisch zu faiat, womit der Nordwesten Afrikas bezeichnet wurde. Auch die Septuaginta übersetzt „Put“ im Buch Ezechiel als Libyes.

## Als Fluss und Stadt in Mauretanien
Plinius der Ältere erwähnt einen Fluss mit dem Namen „Fut“ im westlichen Mauretanien, in der Nähe des heutigen Marokko Claudius Ptolemäus erwähnte auch eine Stadt „Putea“ in Libyen.

## Put als „Pet“ in Nubien
Die ägyptischen Monumente erwähnen ein Volk mit dem Namen „Pet“, dessen Wappen ein abgefädelter Bogen war. Das Volk Nubiens war auch für die Beherrschung von Pfeil und Bogen bekannt. Dieses Volk lebte zwischen Ägypten und Aithiopia.

## Put als das Land Punt in Arabien
Der deutsche Ägyptologe und Schriftsteller Georg Ebers bezog sich auf die Inschriften von Wadi Hammamat, die einen Handelsverkehr zwischen Ägypten und dem Land Punt bezeugen, um Punt als eine Nation der arabischen Halbinsel zu identifizieren. Unter anderem bezog sich Ebers auch auf Aussprachefaktoren des Altägyptischen, um darzustellen, dass der Name „Put“ auf das Land Punt hingewiesen hat.

„Ein Volk Punt kommt häufig auf den Denkmälern vor, und dieser Name ist durchaus identisch mit Put, denn ein medialer T-Laut war so unaussprechbar für die Ägypter, dass sie überall, wo ihnen ein solcher in fremden Namen entgegentrat, den Nasal n einführten. […] Außerdem verweisen wir, da ja Put mit Teth auslautet, das nicht vollkommen medial genannt werden kann, auf die von Rougé und Brugsch gestützte Wahrnehmung, dass häufig ein ‚ñ‘ zwischen den letzten und vorletzten Stammbuchstaben eingeschoben wurde.“

## Put als die Insel Philae
In Jesaja 66,19  übersetzt die Septuaginta den Namen „Pul“ als „Put“. Der Grund dafür war, dass diese Nation bzw. dieses Volk nirgendwo sonst in der Bibel Erwähnung findet. Die Übersetzer der Septuaginta waren anscheinend der Ansicht, dass es sich wahrscheinlich um einen Lesefehler handelt. Samuel Bochart nimmt an, dass „Pul“ die Insel Philae zwischen Ägypten und Aithiopia bezeichnete. Die Insel wurde von den Ägyptern „Pilak“ genannt.